# Transit 2A
Transit 2A — американский технологический военный спутник, который проверял системы навигации для подводных лодок ВМС США. Вместе с ним на орбиту был вынесен также Solrad 1.

## Цели
Основной целью спутников серии Transit являлась демонстрация оборудования, обеспечивающего надежное средство фиксации положения надводных кораблей, подводных лодок и самолетов, в любом месте и в любую погоду, а также обеспечение более точной морской и воздушной навигации.

## Оборудование
На аппарате находились следующие приборы
- Акустический радиометр
- Инфракрасный сканер
- Приемник Космических Помех
- Ионосферный маяк